# NGC 708
NGC 708 (również PGC 6962 lub UGC 1348) – galaktyka eliptyczna (E), znajdująca się w gwiazdozbiorze Andromedy. Odkrył ją William Herschel 21 września 1786 roku. Należy do gromady galaktyk Abell 262.